# جامعة النيل (مصر)
جامعة النيل الأهلية أوّل جامعة بحثية مصرية غير ربحية أسسها في يوليو 2006 المؤسسة المصرية لتطوير التعليم التكنولوجي بدعم من وزارة الاتصالات وتكنولوجيا المعلومات المصرية. وافق المجلس الأعلى للجامعات المصري على تحويلها إلى جامعة أهلية في 20 يناير 2011 ولكن أجّل قيام ثورة 25 يناير من إتمام إجرائات التحويل التي تتطلب قرار من مجلس الوزراء وتصديق رئيس الجمهورية. للجامعة موقع في مدينة الشيخ زايد غرب القاهرة - وبه المعامل والورش - إضافة إلى حرم أصغر في القرية الذكية على طريق الإسكندرية الصحراوي، وكان المشروع قد واجه مشكلات عديدة في ظل نظام مبارك، وبعد الثورة وفي فبراير 2011 صدر قرار من الفريق أحمد شفيق بنقل ملكية مقر الجامعة بمدينة الشيخ زايد إلى صندوق تطوير التعليم التابع لمجلس الوزراء، ثم قام الدكتور عصام شرف في أكتوبر 2011 بتخصيص هذا المقر لمدينة زويل للعلوم والتكنولوجيا.

## تأسيس الجامعة
- بدأت فعلا فكرة الجامعة بمبادرة من وزارة الاتصالات وتكنولوجيا المعلومات بهدف إنشاء جامعة بحثية مصرية متخصصة تساهم في وضع مصر على الخريطة العالمية للبحث العلمي ولإنتاج التكنولوجيا المتطورة التي تمكن قطاع الاتصالات والمعلومات المصري من المنافسة العالمية.
- كانت التصور الأساسي للجامعة أن تكون غير هادفة للربح وأن تدار بطريقة مستقلة كي تكون بعيدة عن البيروقراطية التي كانت تعم منظومة الجامعات الحكومية وأن تعمل الجامعة على جذب العقول المصرية المهاجرة للتعاون معها وأن تعمل على جمع التمويل اللازم لها من خلال الشراكة مع مؤسسات المجتمع المدني والشركات العاملة في قطاع الاتصالات وتكنولوجيا المعلومات.
- تولى تأسيس الجامعة جمعية أهلية خاضعة لأحكام قانون الجمعيات والمؤسسات الأهلية تحت مسمى المؤسسة المصرية لتطوير التعليم التكنولوجي وقد أشهرت تحت رقم 1777 بتاريخ 25/3/2003 وتضم 55 عضواً من الشخصيات العامة منهم أساتذة جامعات وأطباء وعلماء ورؤساء مؤسسات مرموقة. وكان أول أغراض الجمعية حسب نظامها هو «إنشاء الجامعة التكنولوجية المصرية جامعة أهلية لا تهدف للربح» وتصنف المؤسسة المذكورة على أنها جمعية ذات صفة عامة وهذا يعني بوضوح لا لبس فيه وينفي عنها تماماً حالياً أو مستقبلاً هدف تحقيق أية أرباح تعود على أعضائها.
- تم تأسيس جامعة النيل عام 2006 كجامعة خاصة لا تهدف إلى الربح وذلك طبقاً لأحكام القانون رقم 101 لسنة 1992 بشأن إنشاء الجامعات الخاصة وقد صدر القرار الجمهوري الخاص بالجامعة بنص قاطع أنها لا تهدف للربح (و ذلك مقارنة بالجامعات الخاصة الأخرى في حينه والتي تنص قرارتها على أنها لا تهدف أساسا للربح - أي تتمكن تلك الجامعات الأخرى من توزيع أرباح بعد استيفاء متطلبات العملية التعليمية).
- قامت الحكومة المصرية بعد إنشاء الجامعة بإصدار قانون ينظم الفرق بين الجامعات الخاصة التي لا تهدف أساسا للربح والجامعات الأهلية التي لا تهدف إطلاقا للربح كجامعة النيل وصدر هذا القانون في 2009 وصدرت لائحته التنفيذية في أكتوبر 2010 وتقدمت ثلاث جامعات بطلبات لتوفيق أوضاعها حسب هذا القانون في 2010 وهي جامعة النيل والجامعة الفرنسية والجامعة الإلكترونية.

## أزمة جامعة النيل

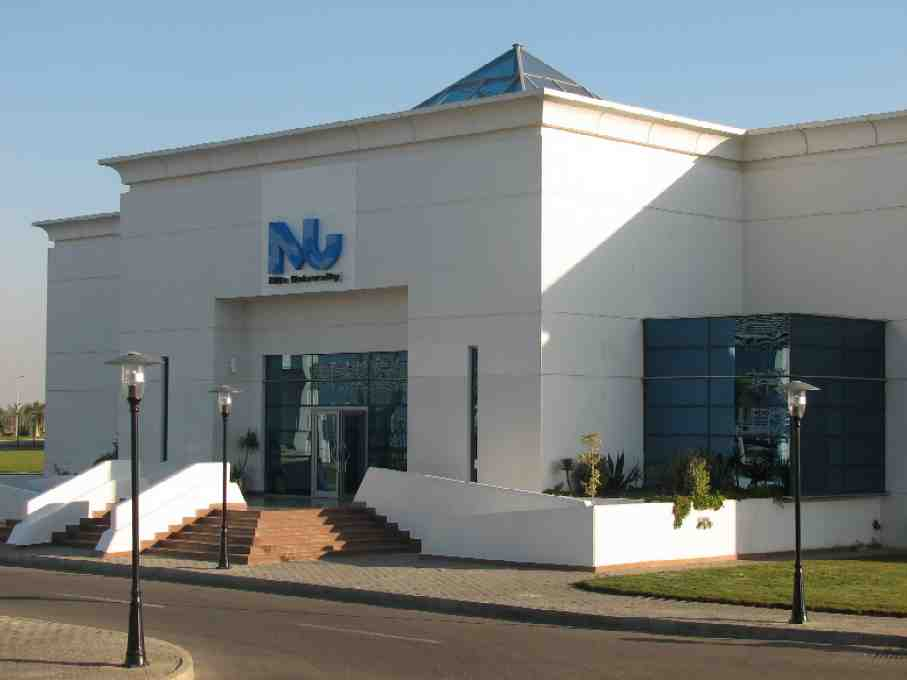

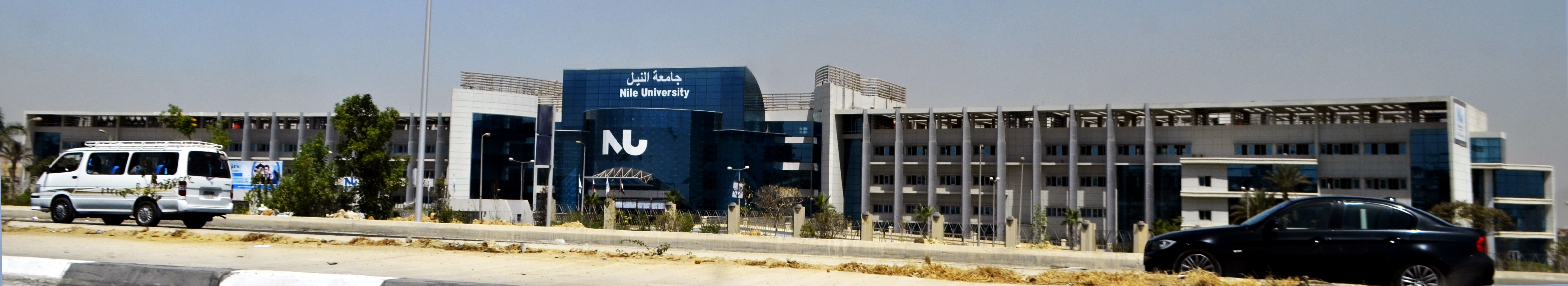
مقر الجامعة الذي كان يتنازع عليه مع مدينة زويل.

ظهرت أزمة جامعة النيل بنزاعها مع مشروع مدينة زويل العلمية علي الأرض والمباني والمعامل التي كانت مخصصه من قبل الحكومة لجامعة النيل وتم إصدار قرار بنقل تلك الأصول إلى صندوق تطوير التعليم التابع لرئاسة الوزراء لصالح مشروع مدينة زويل.
بدء النزاع بعد أيام قليلة من تنحي مبارك في ظل حكومة أحمد شفيق صباح يوم الخميس 17 فبراير 2011 إتخذ شفيق قرارا مفاجئاً بنقل كل أصول جامعة النيل إلى صندوق تطوير التعليم التابع لرئاسة الوزراء وأعلن عن إحياء مشروع مدينة زويل العلمية،
وكان هذا بعد أن بدأت الجامعة في استخدام المبانى في مقرها الدائم بالشيخ زايد تدريجيا في بداية 2010 وانتقل طلاب الدراسات العليا ومراكز الأبحاث وانتظموا في مقرهم الجديد. واكتمل انتقال الجامعة بكامل هيئتها وتركت المقر المؤقت بالقرية الذكية في يناير 2011.
- بدأت الجامعة في استخدام المبانى في مقرها الدائم بالشيخ زايد تدريجيا في بداية 2010 وانتقل طلاب الدراسات العليا ومراكز الأبحاث وانتظموا في مقرهم الجديد. واكتمل انتقال الجامعة بكامل هيئتها وتركت المقر المؤقت بالقرية الذكية في يناير 2011.[محل شك]
- قرر الفريق أحمد شفيق صباح يوم الخميس 17/2/2011 - نقل كل أصول جامعة النيل إلى صندوق تطوير التعليم التابع لرئاسة الوزراء وأعلن عن إحياء مشروع زويل.[3]
- حددت محكمة القضاء الإدارى جلستين للنظر في القضايا المرفوعة يومى 21 و 24 أكتوبر وتحدد يوم 11/11/2012 للنطق بالحكم. طلب محامى مدينة زويل الانضمام للقضية كخصم لطلاب وأساتذة جامعة النيل علما بأن القضية كانت مرفوعة منهم ضد الحكومة.
- حكمت المحكمة في 18/11/2012 بوقف تنفيذ قرارات شفيق وشرف فيما يخص الأرض والمبنى المقام عليها والذي ستشغله جامعة النيل مع ما يترتب على ذلك من آثار
- في جلسة 1/1/2013 قدمت الحكومة (رئيس الجمهورية ورئيس الوزراء ووزير التعليم العالى ووزير الاتصالات) طعنا جديدا على الحكم الصادر لصالح جامعة النيل والمحكمة الإدارية العليا تحيل الطعون المقدمة للمفوضين وتحدد جسلة يوم 15/1/2013.
- تقرير مفوضي الدولة يدعم حكم المحكمة لصالح جامعة النيل [4]
- في جلسة 23/1/2013 تم التأجيل للاطلاع إلى جسلة 20/2/2013 والتي قررت فيها المحكمة جلسة النطق بالحكم يوم 24/4/2013 .
- في جلسة 24/4/2013 حكمت المحكمة الإدارية العليا برفض طعون زويل والحكومة وبوقف جميع قرارات شفيق وشرف وبإلزام رئيس الجمهورية بتحويل جامعة النيل إلى جامعة أهلية.أي أن تعود لجامعة النيل كل حقوقها المتمثلة في كل الأرض والمبانى والتجهيزات وتحويلها إلى جامعة أهلية.[5][6][7]

## الكليات التابعة
- كلية إدارة الأعمال
- كلية تكنولوجيا المعلومات وعلوم الحاسب
- كلية الهندسة والعلوم التطبيقية
- كلية التكنولوجيا الحيوية
- كلية إدارة التكنولوجيا[8]

## المجتمع الأكاديمي
- أنشأت الجامعة العديد من البرامج المتخصصة للماجستير في تخصصات جديدة بعضها ليس لها نظير في الجامعات المصرية
- ويدرس بالجامعة 500 طالباً مصرياً في الدراسات العليا
- يدرس بالجامعة عدد 120 طالباً في مرحلة البكالوريوس

## المنح الدراسية
- قدمت الجامعة أكثر من 500 منحة دراسية منها 102 منحة دراسية في عام  (2013) ما بين 40-100 % من قيمة المصاريف
- كما قدمت أكثر من 160 منحة كاملة للطلبة الباحثين في مراكز البحث العلمي والتطوير وتشمل كافة المصاريف ومرتب شهرى للباحثين
- تم تخريج العديد من الدفعات حيث حصل على درجة الماجستير ما يزيد عن 300 طالبا وطالبة
- أكثر من 70 من خريجي الجامعة حصلوا على منح كاملة للدكتوراه في كبرى الجامعات الأمريكية والأوربية على نفقة هذه الجامعات

## المراكز البحثية
- يعمل الباحثون في 6 مراكز للأبحاث في مجالات ذات اهتمام عالمي
  - Wireless Intelligent Networks Center
  - Center for Nanotechnology
  - Center for Intelligent Transportation Systems
  - Center for Informatics Science
  - -Nano-electronics Integrated Systems Center
  - Innovation, Entrepreneurship and Competitiveness Center
- كل مركز بحثي مجهز ببنية تحتية على المستولى العالمي وتتيح الجامعة هذه الإمكانيات للجامعات الوطنية بلا مقابل.